# Escola Superior de Música das Artes do Espectáculo
De Escola Superior de Música das Artes do Espectáculo (ofwel ESMAE, de "Hogeschool voor Muziek en Theater") is een muziek- en theateropleiding in Porto (Portugal). De school is gevestigd aan de Rua Allegria in Porto.
ESMAE is een onderdeel van het IPP ("Instituto Polytécnico do Porto"), een cluster van hogeschoolopleidingen in Porto.
De muziekafdeling van ESMAE leidt op voor bachelor- en masterdiploma's voor instrumentalisten, zangers, componisten en dirigenten. De theaterafdeling kan tevens eigen producties verzorgen in het 'Theatro Helena Sá E Costa', dat onderdeel vormt van het gebouwencomplex waarin de school is gevestigd.
Aan de ESMAE studeren in totaal circa 600 studenten, waarvan ongeveer de helft de muziekstudie volgt en de andere helft de theateropleiding.